# Le Lys du ruisseau
Pour les articles homonymes, voir Primrose.
Pour plus de détails, voir Fiche technique et Distribution.
Le Lys du ruisseau (Primrose Path) est un film américain de Gregory La Cava sorti en 1940.

## Synopsis
Au sein d'une famille de classe aussi populaire que laborieuse, Ellie May Adams tente d'échapper à sa condition et à son destin tracé : la prostitution. Fille d'une prostituée et d'un alcoolique menaçant de se suicider (il finira par tuer sa femme accidentellement), tombe amoureuse de Ed Wallace (Joel McCrea), pragmatique homme à tout faire dans le modeste restaurant local. Après un mariage à la hâte, Ellie May se décide à lui présenter sa famille logée dans une crasseuse maison située à Primrose Path, un quartier réservé alors aux Portoricains. Les présentations se déroulent au plus mal et le jeune homme prend la fuite, chassé par une grand-mère maquerelle et malveillante élevant "au mieux" une petite sœur se délectant de l'ignominie familiale. Après la mort de sa mère (Marjorie Rambeau), la brave Ellie May finit par retrouver l'amour d'Ed Wallace qui prend finalement la responsabilité de la famille.

## Fiche technique
- Titre original : Primrose Path
- Titre français : Le Lys du ruisseau
- Réalisation : Gregory La Cava
- Scénario : Gregory La Cava et Allan Scott d'après la pièce de Robert Buckner et Walter Hart et le roman February Hill de Victoria Lincoln (non créditée)
- Musique : Werner R. Heymann
- Photographie : Joseph H. August
- Montage : William Hamilton
- Direction artistique : Van Nest Polglase
- Décorateur de plateau : Darrell Silvera
- Costumes : Renié
- Production : Gregory La Cava
- Société de production et de distribution : RKO Pictures
- Pays de production : États-Unis
- Langue : anglais
- Format : noir & blanc - Son : Mono (RCA Recording System)
- Genre : Drame
- Durée : 93 minutes
- Date de sortie :
  - États-Unis : 22 mars 1940

## Distribution
- Ginger Rogers : Ellie May Adams
- Joel McCrea : Ed Wallace
- Marjorie Rambeau : Mamie Adams
- Henry Travers : Gramp
- Miles Mander : Homer Adams
- Queenie Vassar : Grandma
- Joan Carroll : Honeybell Adams
- Vivienne Osborne : Thelma
- Carmen Morales : Carmelita
- Nestor Paiva (non crédité) : Gérant du Bluebell